# Рукин, Александр Васильевич
Александр Васильевич Рукин (род. в 1945 году, Ростов-на-Дону) — заслуженный артист Российской Федерации (2006), Заслуженный артист Республики Ингушетия.

## Биография
Александр Рукин родился в Ростове-на-Дону в 1945 году. Два его брата и сестра также занимались музыкой — один брат играл на скрипке, второй брат и сестра — на виолончели. В 7 лет Александр Рукин стал учиться в музыкальной школе им. Гнесиных по классу скрипки. Его первым педагогом стал директор школы — С. Н. Булавский. В музыкальном училище его педагогом по специальности был Б. И. Питум.
После поступления в ГМПИ им. Гнесиных проучился только несколько месяцев и ушел в армию. Служил в гвардейской Таманской дивизии, стал заниматься в ансамбле Московского Военного округа. Через полтора года он вернулся в институт и продолжил учебу.
Александр Васильевич Рукин в 1972 году стал выпускником государственного музыкально-педагогического института им. Гнесиных. Специальность — педагог, артист оркестра, камерный исполнитель. Обучался в классе квартета у первого скрипача квартета им. А.Бородина Р. Д. Дубинского. Проходил ассистентуру-стажировку при Российском музыкально-педагогическом институте им. Гнесиных. Класс профессора В. П. Самолетова, специализация — камерный ансамбль.
После окончания института Рукин был направлен на работу в Уфимский государственный институт искусств. Он был преподавателем класса квартета, камерного ансамбля и специальности. Позже он вернулся в Ростов и стал работать преподавателем в Ростовской консерватории.
В 1991 году был сформирован коллектив «Каприччио». В его состав вошли Александр Рукин(скрипка), Л.Лебедев(вибрафон), В.Колосов (виолончель), М.Черных (фортепиано), О.Лебедева (флейта). В 1997 году ансамбль получил статус муниципального.
Педагогический стаж Александра Рукина составляет 45 лет. В 2005 году стал заслуженным артистом Российской Федерации. В 2005 году — заслуженный артист Республики Ингушетия. Преподаваемые дисциплины — квартет.
Его ученики становились лауреатами международных конкурсов — А.Шевелев, А. Карпенко, В.Колосов.
В составе ансамбля «Каприччио» он побывал на гастролях в Москве, Воронеже, Санкт-Петербурге, Кисловодске, Краснодаре, Калуге, Пятигорске. С концертами классической и сольной музыки он посетил Люксембург, Баден-Баден, Дортмунд, Страсбург.
В 2006 году стал «Заслуженным артистом Российской Федерации».